# Fässbergs församling
Fässbergs församling är en församling i Mölndals och Partille kontrakt i Göteborgs stift. Församlingen ligger i Mölndals kommun i Västra Götalands län (Västergötland) och ingår i Mölndals pastorat.

## Administrativ historik
Församlingen har medeltida ursprung. Från 1922 till 1977 var dess namn Mölndals församling. 1977 utbröts Stensjöns församling.
Den 1 januari 1992 överfördes ett område med 48 personer från Fässbergs församling till Råda församling samt från Mölndals kommun till Härryda kommun.
Församlingen var under medeltiden troligen moderförsamling i pastoratet Fässberg, Råda och Kållered för att därefter till 1 maj 1879 vara moderförsamling i pastoratet Fässberg, Askim, Frölunda, Råda och Kållered och som mellan 1603 och 1732 även omfattade Styrsö församling. Från 1 maj 1879 till 1977 moderförsamling i pastoratet Fässberg/Mölndal, och Kållered som till 1962 även omfattade Råda församling. Församlingen utgjorde därefter från 1977 till 2014 ett eget pastorat. Församlingen ingår sedan 2014 i Mölndals pastorat.

## Kyrkoherdar
| Ämbetstid | Namn                        | Levnadstid | Övrigt                                      |
| --------- | --------------------------- | ---------- | ------------------------------------------- |
| 1577–1625 | Thorstanus Erici            | –1625      | Senare kyrkoherde i Skövde stadsförsamling. |
| 1619–     | Sylvester Johannis Phrygius | 1576–1628  | Senare superintendent över Göteborgs stift. |
| 1630–     | Andreas Johannis Prytz      | 1590–1655  | Senare superintendent över Göteborgs stift. |
| 1647–     | Ericus Brunnius             | 1597–1664  | Senare superintendent över Göteborgs stift. |
| 1665–     | Jonas Petri Torinius        | 1610–1671  | Kontraktsprost.                             |
| 1671–     | Daniel Larsson Wallerius    | 1630–1689  | Senare biskop i Göteborgs stift.            |
| 1678–     | Mathias Iser                |            | Senare domprost i Göteborg.                 |
| 1678–     | Johan Iser                  |            | Senare domprost i Göteborg.                 |
| 1679–     | Johan Carlberg              |            | Senare biskop i Göteborgs stift.            |
| 1687–     | Johannes Haquini Florander  | 1617–1707  | Senare domprost i Göteborg.                 |
| 1708–     | Erik Löfgren                | 1672–1709  | Senare domprost i Göteborg.                 |
| 1712–1724 | Jacob Werner                | 1640–      |                                             |
| 1730–     | Anders Hilleström           | 1680–1754  | Senare domprost i Göteborg.                 |
| 1759–     | Mathias Otto Ubechel        | 1708–1759  | Senare domprost i Göteborg.                 |
| 1761–     | Olof A. Ekebom              |            |                                             |
| 1785–     | Johan Wingård               |            |                                             |
| 1818–     | Daniel Magnus Hummel        | 1775–1848  |                                             |
| 1850–     | Johan Henrik Thomander      | 1798–1865  |                                             |
| 1857–     | Pehr Wieselgren             |            |                                             |

### Komministrar
| Ämbetstid  | Namn                 | Levnadstid | Övrigt                                  |
| ---------- | -------------------- | ---------- | --------------------------------------- |
| 1593       | Laurentius           |            |                                         |
| 1610       | Thore                |            |                                         |
| 1626       | Magnus Canuti        |            |                                         |
| 1698       | Hans Billing         |            | Senare komminister i Gamla Lödöse.      |
| 1707       | Christiernus Ozelius |            |                                         |
| 1707       | Olof Werenius        |            | Senare komminister i Styrsö församling. |
| 1740-talet | Wegner               |            |                                         |
| 1754–1774  | Johan Swarthen       | –1774      |                                         |

## Befolkningsutveckling
| Befolkningsutvecklingen i Fässbergs församling 1805–2015 | Befolkningsutvecklingen i Fässbergs församling 1805–2015 | Befolkningsutvecklingen i Fässbergs församling 1805–2015 | Befolkningsutvecklingen i Fässbergs församling 1805–2015 | Befolkningsutvecklingen i Fässbergs församling 1805–2015 |
| --- | -------------------------------------------------------- | -------------------------------------------------------- | -------------------------------------------------------- | -------------------------------------------------------- |
| |                                                          |                                                          |                                                          |                                                          |
| År |                                                          |                                                          | Folkmängd                                                |                                                          |
| 1805 | 1805                                                     |                                                          | 1 651                                                    |                                                          |
| 1810 | 1810                                                     |                                                          | 1 856                                                    |                                                          |
| 1820 | 1820                                                     |                                                          | 1 963                                                    |                                                          |
| 1830 | 1830                                                     |                                                          | 2 063                                                    |                                                          |
| 1840 | 1840                                                     |                                                          | 2 195                                                    |                                                          |
| 1850 | 1850                                                     |                                                          | 2 672                                                    |                                                          |
| 1860 | 1860                                                     |                                                          | 3 906                                                    |                                                          |
| 1870 | 1870                                                     |                                                          | 5 144                                                    |                                                          |
| 1880 | 1880                                                     |                                                          | 6 221                                                    |                                                          |
| 1890 | 1890                                                     |                                                          | 6 234                                                    |                                                          |
| 1900 | 1900                                                     |                                                          | 6 368                                                    |                                                          |
| 1910 | 1910                                                     |                                                          | 7 779                                                    |                                                          |
| 1920 | 1920                                                     |                                                          | 12 210                                                   |                                                          |
| 1930 | 1930                                                     |                                                          | 17 557                                                   |                                                          |
| 1935 | 1935                                                     |                                                          | 16 645                                                   |                                                          |
| 1940 | 1940                                                     |                                                          | 16 637                                                   |                                                          |
| 1945 | 1945                                                     |                                                          | 17 822                                                   |                                                          |
| 1950 | 1950                                                     |                                                          | 20 820                                                   |                                                          |
| 1955 | 1955                                                     |                                                          | 22 783                                                   |                                                          |
| 1960 | 1960                                                     |                                                          | 26 428                                                   |                                                          |
| 1965 | 1965                                                     |                                                          | 30 234                                                   |                                                          |
| 1970 | 1970                                                     |                                                          | 33 315                                                   |                                                          |
| 1975 | 1975                                                     |                                                          | 32 930                                                   |                                                          |
| 1980 | 1980                                                     |                                                          | 23 255                                                   |                                                          |
| 1985 | 1985                                                     |                                                          | 23 345                                                   |                                                          |
| 1990 | 1990                                                     |                                                          | 23 602                                                   |                                                          |
| 1995 | 1995                                                     |                                                          | 25 017                                                   |                                                          |
| 2000 | 2000                                                     |                                                          | 26 258                                                   |                                                          |
| 2005 | 2005                                                     |                                                          | 27 448                                                   |                                                          |
| 2010 | 2010                                                     |                                                          | 29 017                                                   |                                                          |
| 2015 | 2015                                                     |                                                          | 30 615                                                   |                                                          |
| Anm: Stensjöns församling utbruten 1977. För åren 1805-1945: befolkning enligt folkräkning 31 december enligt den administrativa indelningen den 1 januari följande år. 1950 avser befolkning enligt folkräkning den 31 december enligt den administrativa indelningen den 1 januari 1952. 1960-1970 avser befolkning enligt folkräkning den 1 november enligt den administrativa indelningen den 1 januari följande år. För åren 1955 samt 1975-2015: befolkning 31 december enligt den administrativa indelningen den 1 januari följande år. Sedan 1 januari 2016 sker inte folkbokföring per församling och därmed kan det hända att vissa personer inte ingår i församlingens folkmängd då de är skrivna på den fiktiva fastigheten På kommunen skriven som inte delas upp på församlingsnivå då de inte kunnat folkbokföras på en särskild befintlig fastighet. Den totala befolkningen i Svenska kyrkans församlingar är därför något lägre än den totala befolkningen i riket. |                                                          |                                                          |                                                          |                                                          |

## Kyrkor
- Fässbergs kyrka
- Krokslättskyrkan
- Toltorpskyrkan